# Lilásszárú aggófű
A lilásszárú aggófű vagy kárpáti aggófű (Senecio ovatus) a fészkesvirágzatúak (Asterales) rendjébe és az őszirózsafélék (Asteraceae) családjába tartozó faj.

## Előfordulása
A lilásszárú aggófű a Brit-szigeteken és Skandinávián kívül Európában mindenütt előfordul természetes állapotában. Délkelet-Európában csak egy kis helyről (körülbelül Montenegró és Albánia területéről) hiányzott, de ide és a fentebb említett helyekre is betelepítették. A betelepítéseknek köszönhetően manapság az Arktiszon is fellelhető. A Mátrában megtalálhatóak állományai.

## Alfajai
Ehhez a növényfajhoz az alábbi alfajok tartoznak:
- Senecio ovatus subsp. alpestris (Gaudin) Herborg - (szinonimája: Senecio alpestris Gaudin)
- Senecio ovatus subsp. stabianus (Lacaita) Greuter - (szinonimája: Senecio stabianus Lacaita)

## Képek

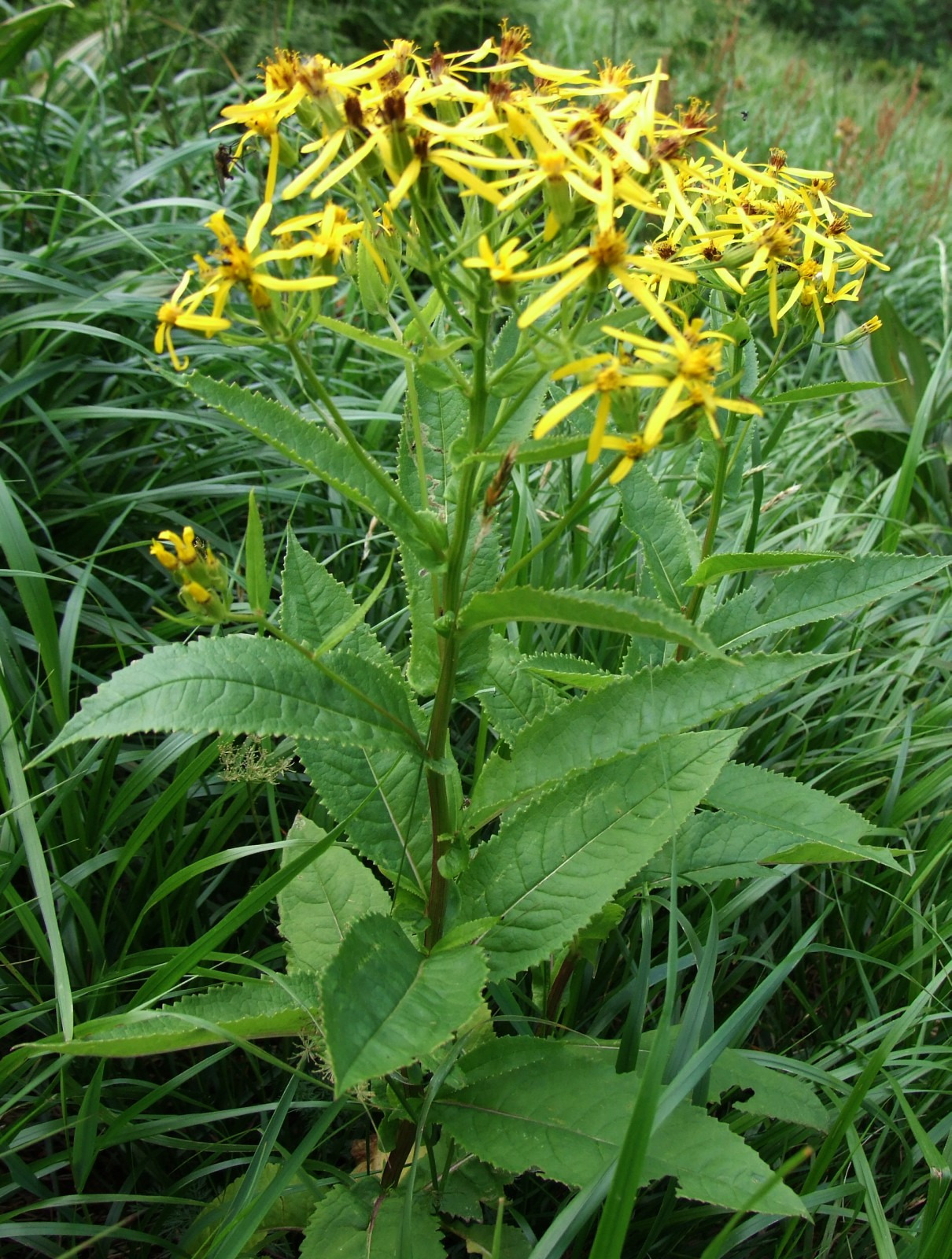
A növény
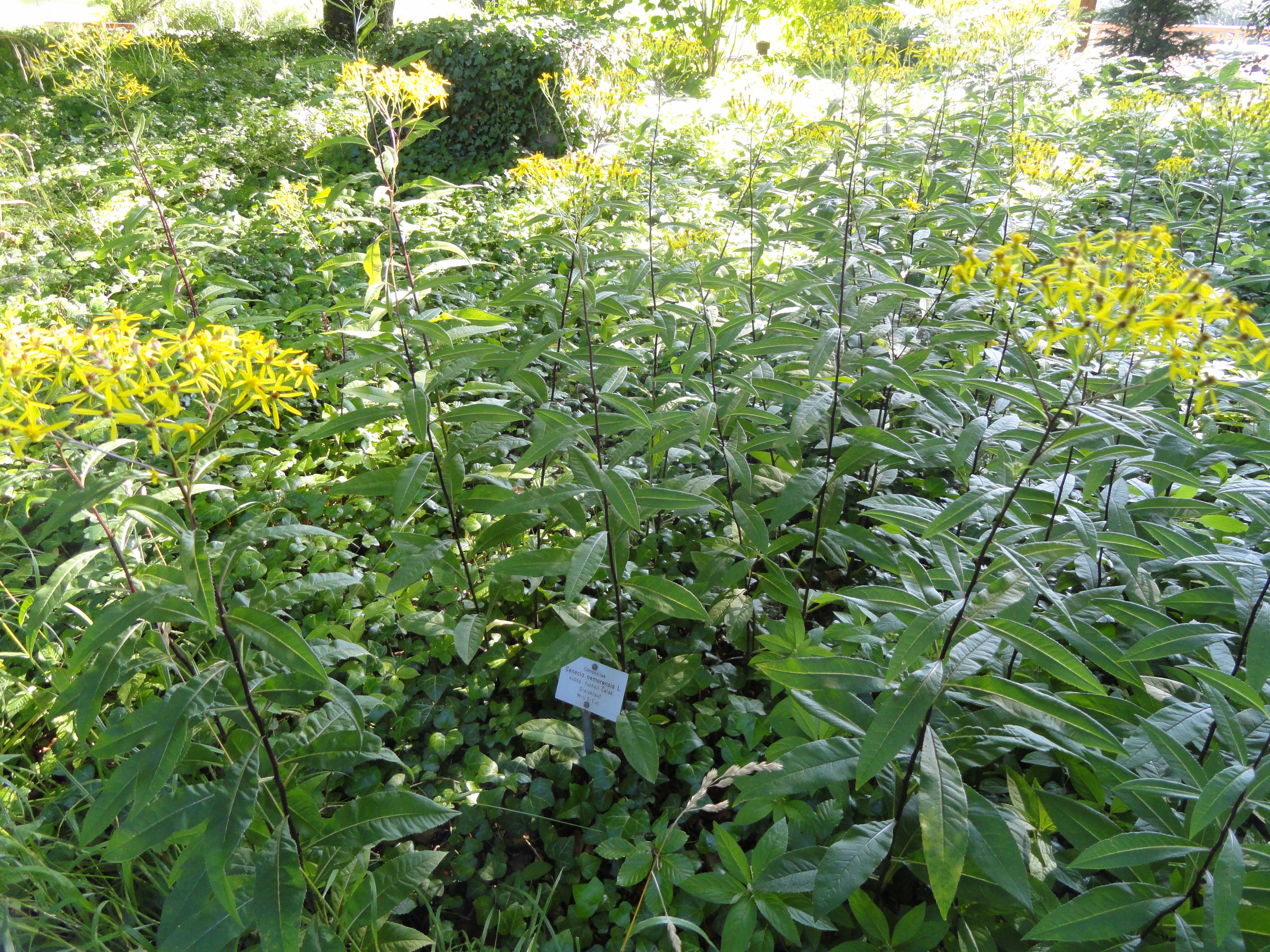
tömegesen
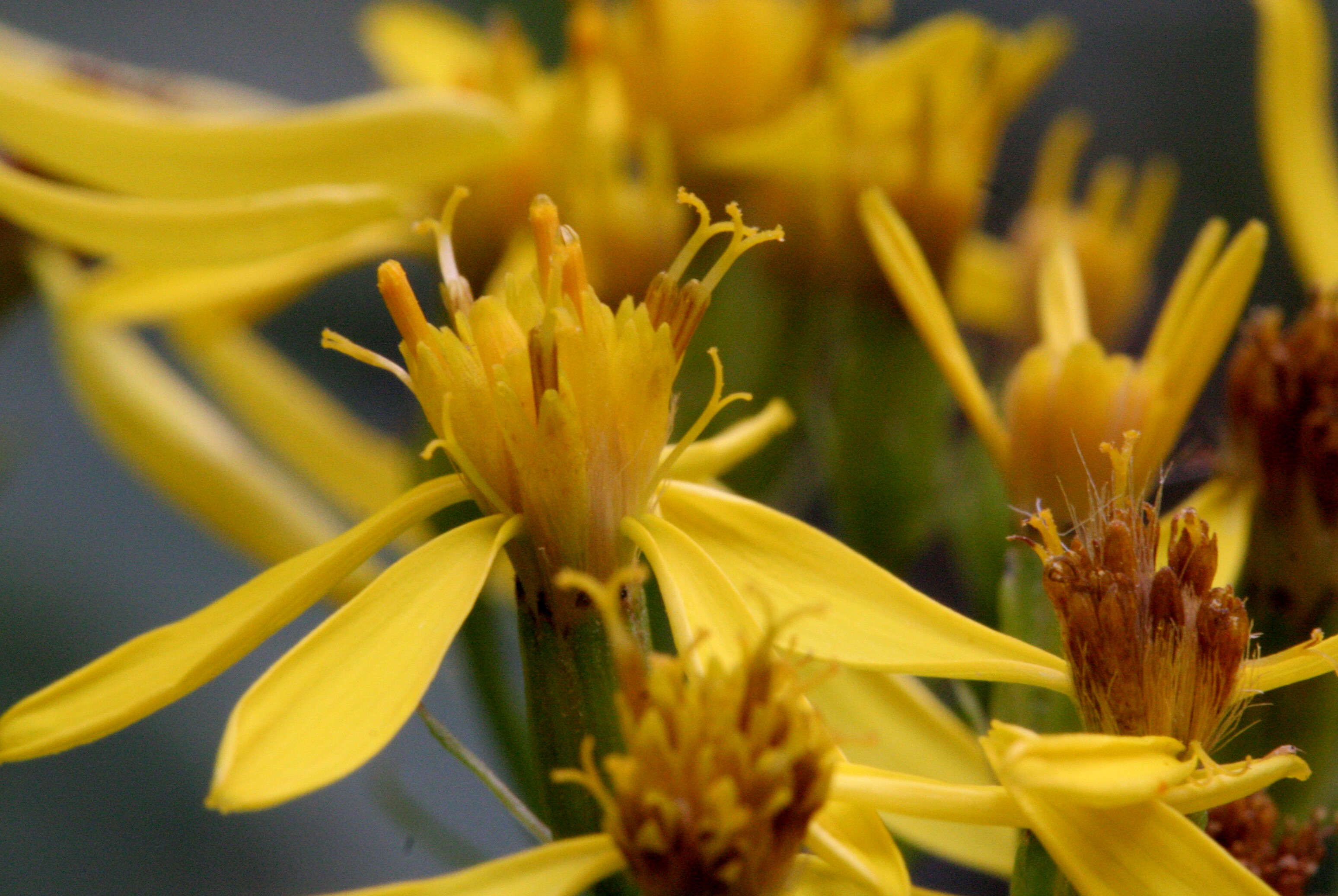
Virága közelről
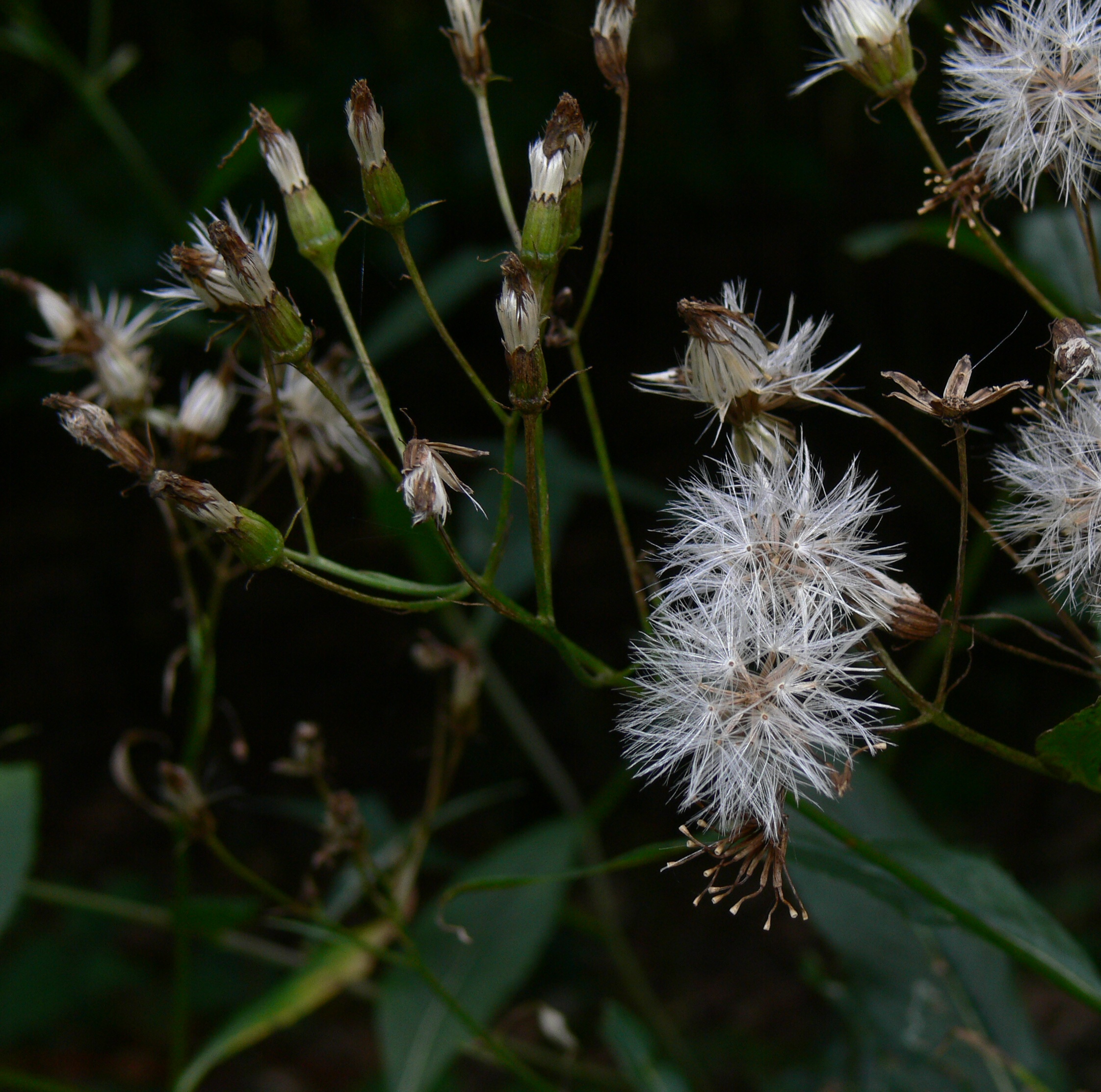
Termései
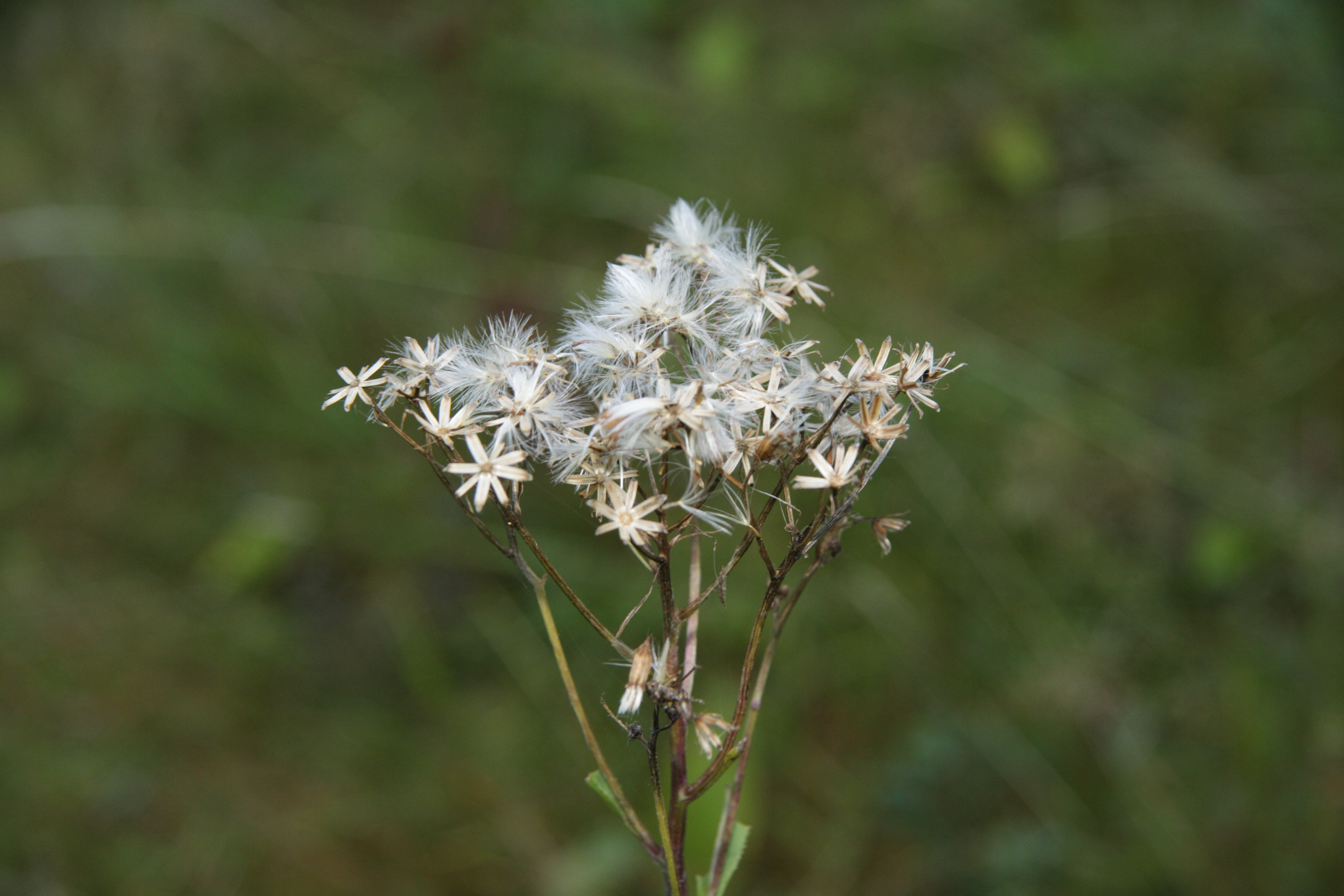
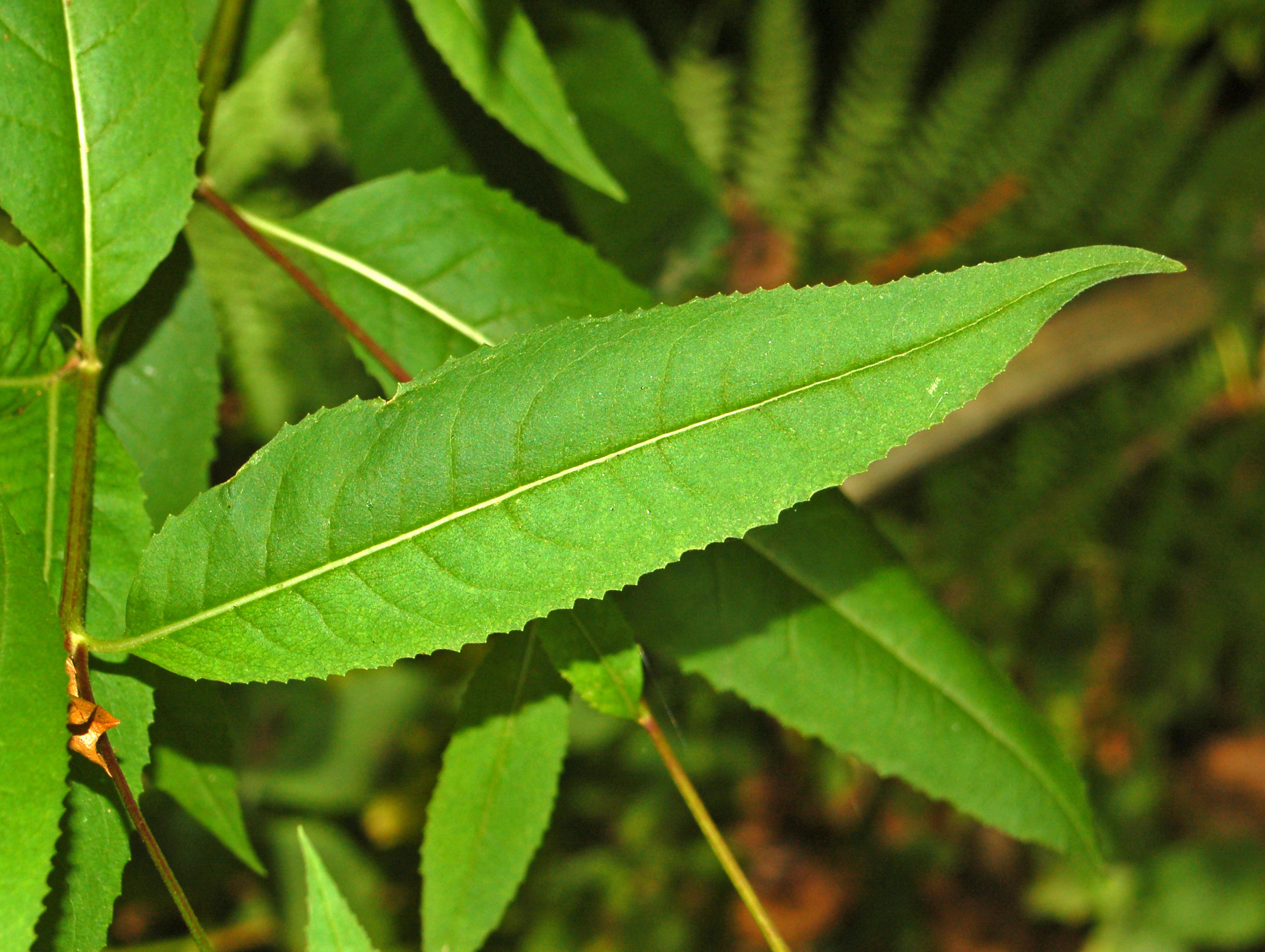
Levele
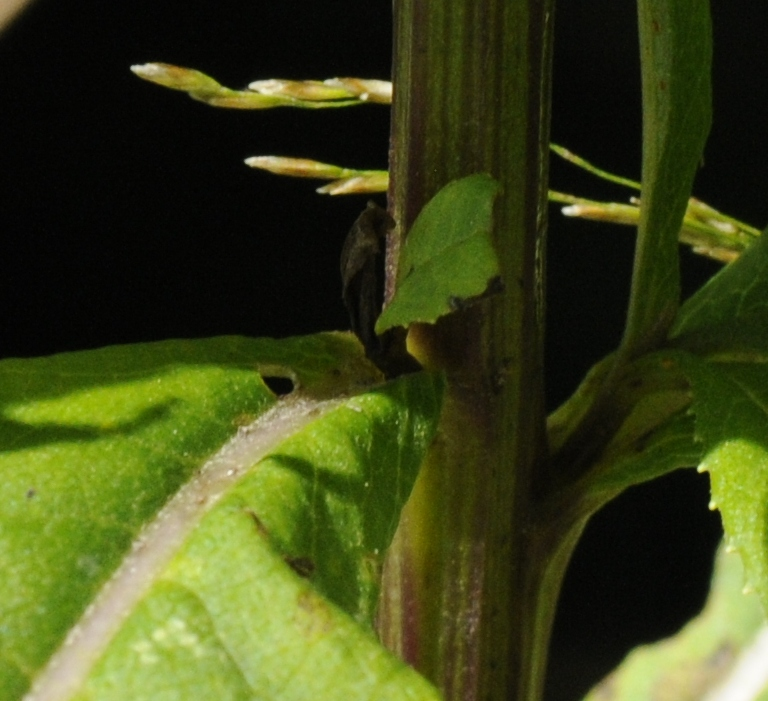
Szára
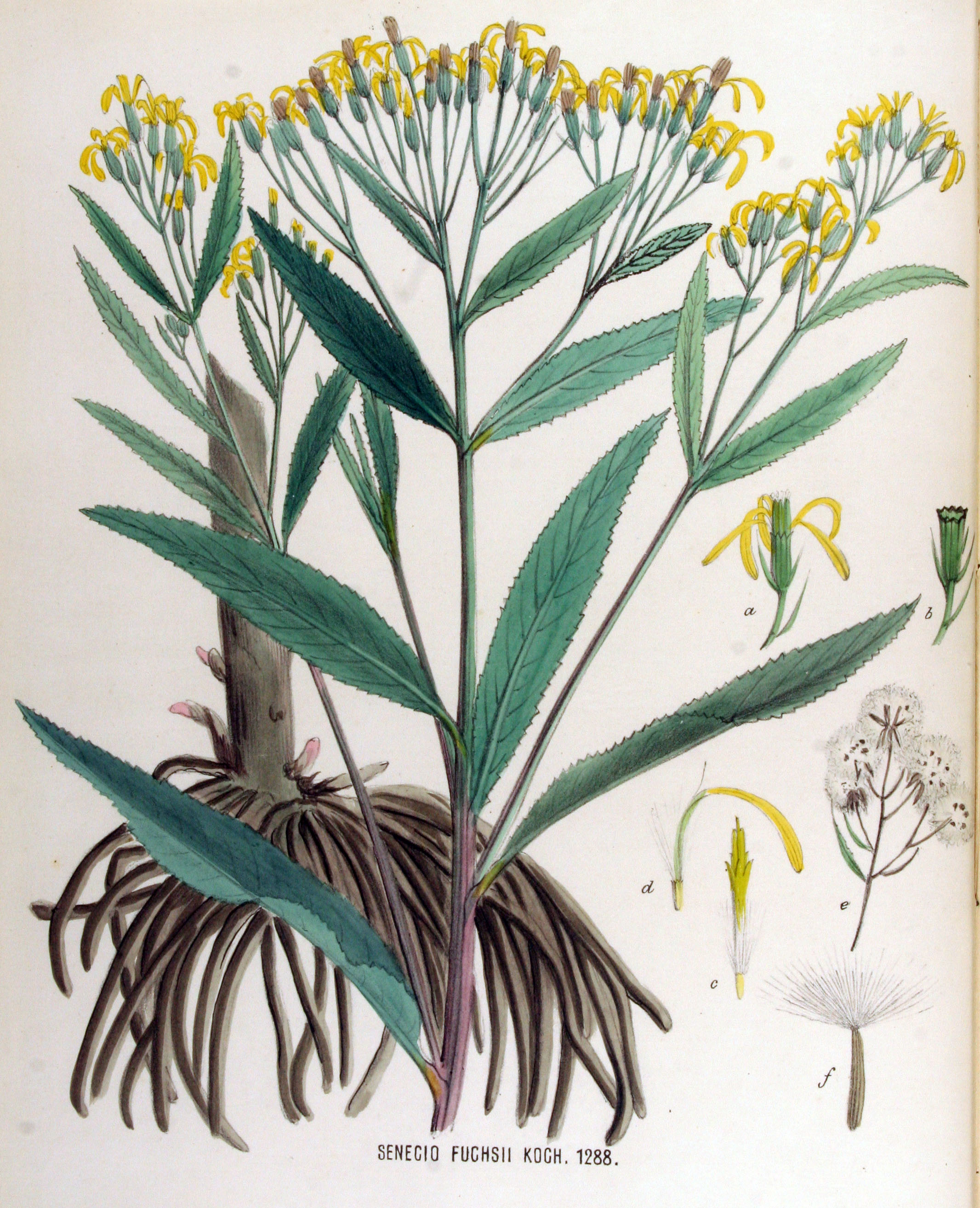
Rajz a növényről